# Otar Korkia
Otar Korkia (gru. ოთარ ქორქია; ur. 10 maja 1923 w Kutaisi, zm. 15 marca 2005 w Tbilisi) – gruziński koszykarz, trzykrotny mistrz Europy, wicemistrz olimpijski, trener koszykarski.

## Osiągnięcia
Drużynowe
- trzykrotny mistrz ZSRR (1950, 1953, 1954)[1]
- Wicemistrz ZSRR (1947)
- dwukrotny brązowy medalista mistrzostw ZSRR (1948, 1952)
- dwukrotny zdobywca Pucharu ZSRR (1949, 1950)[1]
- Finalista Pucharu ZSRR (1953)

Indywidualne
- Zaliczony do grona 50 Najlepszych Zawodników w historii rozgrywek FIBA (1991)

Reprezentacja
- trzykrotny mistrz Europy (1947, 1951, 1953)[1]
- Wicemistrz olimpijski (1952)
- Brązowy medalista mistrzostw Europy (1955)[1]
- Lider strzelców igrzysk olimpijskich (1952)[2]
- Najwyższa średnia zdobywanych punktów podczas mistrzostw Europy 1947 (w tamtym okresie oficjalnym liderem strzelców wybierano zawodnika z najwyższą - łączną liczbą punktów)[3]

Trenerskie
- Mistrz Pucharu Europy Mistrzów Krajowych (1962)[1]
- Wicemistrz Pucharu Europy Mistrzów Krajowych (1960)[1]
- Mistrz ZSRR (1968)
- dwukrotny wicemistrz ZSRR (1960, 1961)
- Brązowy medalista mistrzostw ZSRR (1965)

Inne
- Odznaczony Orderem Lenina
- Zasłużony Mistrz Sportu ZSRR (1950)
- Najlepszy trener ZSRR (1967)
- Koszykarz Stulecia Gruzji[1]
- Sportowiec Stulecia Gruzji[1]